# Pentageia

## Datos Básicos
Pentageia o Pentagia (en griego Πενταγεια o Πεντάγια) es un pueblo situado cerca de la bahía de Morphou / Güzelyurt, a cinco kilómetros al este Karavostasi y 5 kilómeyros al este de Xeros en la ruta que proviene de Morphou. 
Pentageia significa "cinco santos" en griego. En 1975, los turcochipriotas cambiaron el nombre a Yeşilyurt que significa "país verde".
La localidad era sede del hospital 9 (35°9′28.06″N 32°52′6.13″E / 35.1577944, 32.8683694) de la Cyprus Mines Corporation y del campo de golf propiedad de la misma empresa. Actualmente, el hospital se denomina Cengiz Topel Hastanesi.

## Conflicto Intercomunal
La composición de la población local se expresa en el siguiente cuadro:
| Año  | Turcochipriotas | Grecochipriotas | Otros | Total |
| ---- | --------------- | --------------- | ----- | ----- |
| 1831 | -               | 11              | -     | 11    |
| 1891 | -               | 77              | -     | 77    |
| 1901 | -               | 97              | -     | 97    |
| 1911 | 3               | 168             | -     | 171   |
| 1921 | 4               | 315             | -     | 319   |
| 1931 | 10              | 410             | -     | 510   |
| 1946 | 10              | 716             | -     | 726   |
| 1960 | 19              | 1059            | -     | 1078  |
| 1973 | -               | 1318            | 4     | 1322  |
| 1978 | 907             | -               | -     | 907   |
| 1996 | 1190            | -               | -     | 1190  |
| 2006 | 1278            | -               | -     | 1278  |

La localidad era cristiana durante el período otomano. Como se puede observar en el gráfico anterior, en el censo otomano de 1831, los cristianos (grecochipriotas) constituían los únicos habitantes de la aldea. A lo largo del período británico, la población de la aldea creció significativamente de 77 en 1891 a 1078. En 1960, una pequeña población turcochipriota había comenzado a emerger. Sin embargo, los grecochipriotas seguían representando casi el 98% de la población.
Durante los enfrentamientos entre las comunidades de 1963 a 1964, todos los turcochipriotas huyeron de la aldea y se refugiaron en el enclave de Lefka / Lefke. En agosto de 1974, toda la población grecochipriota huyó de la aldea ante el avance del ejército turco que ingresa a la misma el 16 de agosto. 
En la actualidad, los grecochipriotas de Pentagiea se encuentran dispersos por todo el sur de la isla. El número de los grecochipriotas que fueron desplazados en 1974 fue de aproximadamente 1.350.

## Población actual
Actualmente el pueblo está habitado principalmente por turcochipriotas desplazados de pueblos cercanos provenientes, principalmente, de Agios Epiphanios / Esendağ (Aybifan), Korakou, Flasou / Flasu, Amadies / Gunebakan, Agios Georgios Lefkas / Madenliköy, Koutrafas / Kurtboğan, etc.. Además, hay un pequeño número de familias procedentes de Turquía que se establecieron en el pueblo durante 1976-1977. El último censo turcochipriota contó la población de la aldea en 1278.